# Eugenia (krater)
För andra betydelser, se Eugenia.
Eugenia är en nedslagskrater med en diameter på 6 kilometer, på planeten Venus. Eugenia har fått sitt namn efter den grekiska förnamnet Eugenia.